# 푸타니
푸타니(이탈리아어: Futani)는 이탈리아 캄파니아주 살레르노도에 위치한 코무네다.

## 같이 보기
- 치렌토 방언
- 치렌토·발로 디 디아노 국립공원